# Erin Wall
Erin Wall (geboren am 4. November 1975 in Calgary, Alberta, gestorben am 8. Oktober 2020 in Mississauga, Ontario) war eine kanadische Opernsängerin in der Stimmlage Sopran.

## Leben
Wall studierte an der Vancouver Academy of Music, der Western Washington University, der Rice University und an der Music Academy of the West. Sie war Finalistin des Cardiff Singer of the World Wettbewerbs 2003 in Wales, bei dem sich 951 Sänger aus 56 Nationen bewarben. 483 kamen in die Auswahl, Wall sang in der Gruppe der fünf Finalistinnen.
Erin Wall lebte mit ihrem Mann, ihrem Sohn und ihrer Tochter in Toronto. Sie starb im Oktober 2020 an den Folgen einer Brustkrebserkrankung.

### Oper
Ihre Opernkarriere begann 2001 am Ryan Opera Center der Lyric Opera of Chicago, an der sie drei Jahre fest engagiert war. An Chicagos Opernbühne ist Erin Wall als Marguerite in Gounods Faust, in den Mozart-Rollen Donna Anna, Pamina, Fiordiligi und Konstanze, als Helena in Brittens A Midsummer Night's Dream und als Antonia in Les Contes d'Hoffmann aufgetreten.
2005 debütierte sie erfolgreich beim Festival d’Aix-en-Provence – schließlich 2006 auch im Theater an der Wien und an der Opéra National de Paris – als Fiordiligi in Così fan tutte in einer Patrice-Chéreau-Inszenierung mit Daniel Harding am Pult des Mahler Chamber Orchestra. 2006 fiel sie beim Mostly Mozart Festival in New York auf  und bei der Festival Season 2007 der Santa Fe Opera sang sie die Titelrolle in Strauss’ Daphne.
Als Donna Anna eroberte sie die Minnesota Opera (2006), die Washington National Opera (2007), die Met (2009) und schließlich die Wiener und die Münchner Staatsoper (2010), sowie die Vancouver Opera (2013). An der Scala war sie als Helena zu sehen und zu hören. Sie trat auch am Teatro Municipal in Santiago de Chile, an der Los Angeles Opera und der Calgary Opera, sowie zahlreichen weiteren Opernbühnen Nord- und Südamerikas auf.
Zu ihren Wagner-Rollen zählen die Freia im Rheingold, die Gerhilde in der Walküre und das Blumenmädchen im Parsifal. 2010 debütierte sie als Gräfin in Capriccio an der Pacific Opera Victoria. Persönliche Erfolge konnte die Künstlerin unlängst als Thaïs beim Edinburgh Festival (2011), als Clémence in L’amour de loin mit der Canadian Opera Company und als Arabella an der Santa Fe Opera (beide 2012) verzeichnen. In der Folge war sie an der Met als Helena und Arabella zu sehen und zu hören.

### Konzert
Erin Wall war auch eine gefragte Konzertsängerin. Im Juli 2002 debütierte sie in London mit dem Sopran-Part in Brittens War Requiem, welchen sie anlässlich des 50-jährigen Jubiläums am 30. Mai 2012 in der Coventry Cathedral unter Andris Nelsons sang und aufnahm.
Mahlers Achte nimmt einen besonderen Stellenwert in der Karriere der Künstlerin ein, nahm sie diese doch zweimal auf – zuerst 2007 unter Pierre Boulez für die Deutsche Grammophon, dann 2009 mit dem San Francisco Symphony unter Michael Tilson Thomas; eine prämierte Einspielung. Mit dem San Francisco Symphony zeichnete sie Beethovens Neunte auf, ein Sopran-Solo, welches sie darüber hinaus mit zahlreichen anderen Orchestern sang, unter anderem mit den Wiener Philharmonikern unter Christian Thielemann.
Weitere Konzertauftritte galten Bergs Sieben frühen Lieder unter Sir Andrew Davis, Poulencs Gloria und Strauss’ Vier letzte Lieder mit Andris Nelsons am Pult. Ihr erstes Verdi-Requiem sang Erin Wall mit dem Sydney Symphony Orchestra, ihre erste Missa solemnis unter Bernard Haitink. Die Künstlerin trat mit zahlreichen bedeutenden Orchestern und bei einer Reihe von Festivals auf, darunter Ravinia und Grant Park (beide Chicago), Tanglewood (Massachusetts), Lanaudière (Montréal), Mostly Mozart (New York City), sowie Campos do Jordão (Brazil).

## Aufnahmen (Auswahl)
- 2012 Brittens War Requiem – Erin Wall (Sopran), Mark Padmore (Tenor), Hanno Müller-Brachmann (Bariton), City of Birmingham Symphony Orchestra, City of Birmingham Symphony Chorus, Andris Nelsons (Dirigent)
- 2013 Beethoven: Neunte Sinfonie – Erin Wall (Sopran), Kendall Gladen (Mezzosopran), Nathan Berg (Bassbariton), William Burden (Tenor), San Francisco Symphony Chorus, San Francisco Symphony, Michael Tilson Thomas (Dirigent)

## Auszeichnungen
- 2004 Richard Tucker Award
- 2010 Grammy Award: Best Classical Album